# Titanochampsa
Titanochampsa — рід великих мезоевкрокодилових з маастрихтської формації Марілія в Бразилії. Попри те, що відомий лише один дах черепа, матеріал показує, що Titanochampsa не належав до Notosuchia, які раніше вважалися єдиними крокодилоподібними, присутніми в шарах групи Бауру. Оцінки розмірів тіла сильно відрізняються і коливаються між 2,98–5,88 м через неповну природу скам'янілості голотипу. Загальна анатомія даху черепа, поряд із його розміром і можливою спорідненістю з неосухіанами, може припустити, що це був напівводний мисливець із засідки, схожий на сучасних крокодилів.